# ATI HydraVision
AMD HydraVision — программа для тонкой настройки управления мониторами для видеокарт AMD Radeon, которая позволяет пользователю управлять выводом различных окон/приложений на два монитора. Также она обеспечивает поддержку нескольких виртуальных рабочих столов. Ранее программа поставлялась вместе с драйверами для видеокарт AMD. В настоящее время доступна на сайте производителя как дополнительный компонент к программному обеспечению AMD Catalyst.